# Балкон (фільм, 1988)
«Балкон» — радянський художній фільм 1988 року, знятий на кіностудії «Казахфільм».

## Сюжет
Дія фільму відбувається в 1950-ті роки. Жанна і її молодший брат Айдар залишилися без батьків. Під час війни чоловік Жанни зник безвісти. Волаючи про допомогу, безпорадна і довірлива молода жінка щодня пише листи маршалу Жукову, а молодший брат, жартуючи, заохочує її дії. За його порадою Жанна пише лист Монтгомері, який міг випадково зустріти її чоловіка в Німеччині. Цей лист стає надбанням місцевого листоноші — і тепер дітям «ворога народу» загрожує виселення…

## У ролях
- Ісмаїл Ігільманов — Айдар
- Зібагуль Каріна — Жанна
- Ірина Ажмухамедова — Маринка
- Анвар Чужегулов — Біс
- Куаниш Сарсембеков — «Пузо»
- Ольга Сошникова — мати Жені
- Володимир Толоконніков — міліціонер
- Анатолій Равикович — дядько Боря
- Валентин Нікулін — Солнцелов
- Юрій Горошевський — Женя
- Баадур Цуладзе — міліціонер
- Райхан Айткожанова — Хадіша Ібраївна

## Знімальна група
- Режисер — Каликбек Саликов
- Сценарист — Шахімарден Хусаїнов
- Композитор — Софія Губайдуліна, Альфред Шнітке
- Оператор — Аубакір Сулєєв
- Художник — Борис Якуб